# Spirobolus auratus
Spirobolus auratus är en mångfotingart som beskrevs av Voges 1878. Spirobolus auratus ingår i släktet Spirobolus och familjen Spirobolidae. Inga underarter finns listade i Catalogue of Life.